# Richelieu dans les arts et la culture
 (décembre 2022).

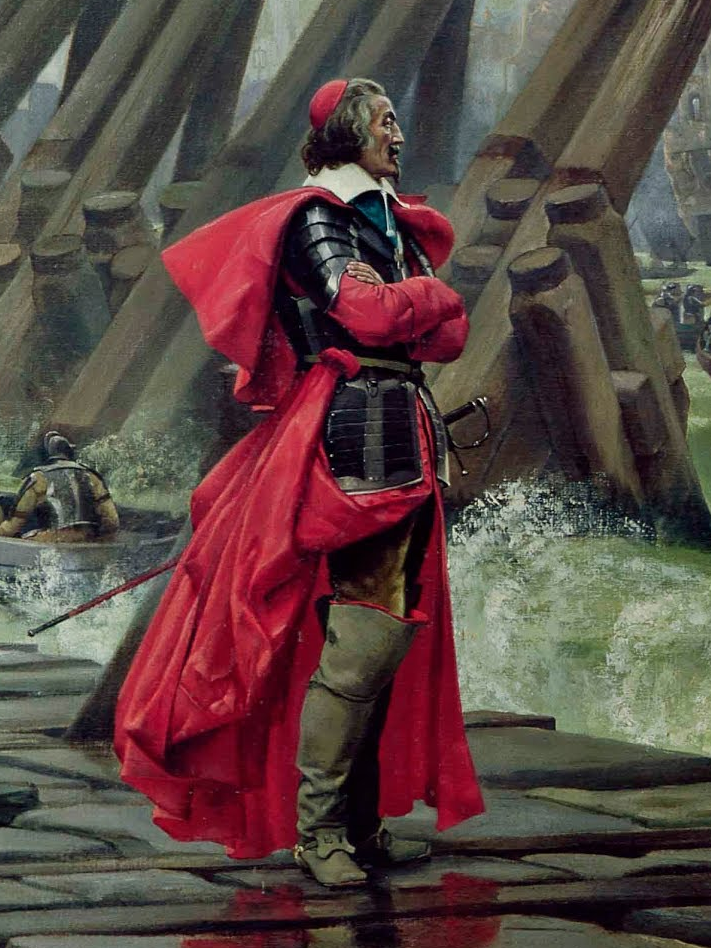
Le cardinal dans Richelieu sur la digue de La Rochelle, par Henri-Paul Motte (détail).

Le cardinal de Richelieu a été l'objet de très nombreuses représentations artistiques.

## Arts plastiques
Richelieu commande plusieurs portraits de sa personne au peintre Philippe de Champaigne, qui est son portraitiste attitré et seul peintre autorisé à le représenter en habit de cardinal. En tout, Champaigne réalise onze portraits de Richelieu.
- Portrait du cardinal de Richelieu, 1635-1640
  - version conservée au musée du Louvre, à Paris
  - version conservée à la chancellerie des universités, à Paris
  - version conservée à la National Gallery, à Londres
  - version conservée au sein de la Royal Collection
- Triple portrait du cardinal de Richelieu (National Gallery, Londres), 1642
- Portrait du cardinal de Richelieu (musée des Beaux-Arts de Strasbourg), 1642
- Portrait du cardinal de Richelieu en buste (château d'Aulteribe, Sermentizon), 1633-1634
- Portrait du cardinal de Richelieu assis, 1635-1636 (musée Condé, Chantilly)
- Portrait du cardinal de Richelieu sur son lit de mort, 1642 (Institut de France)

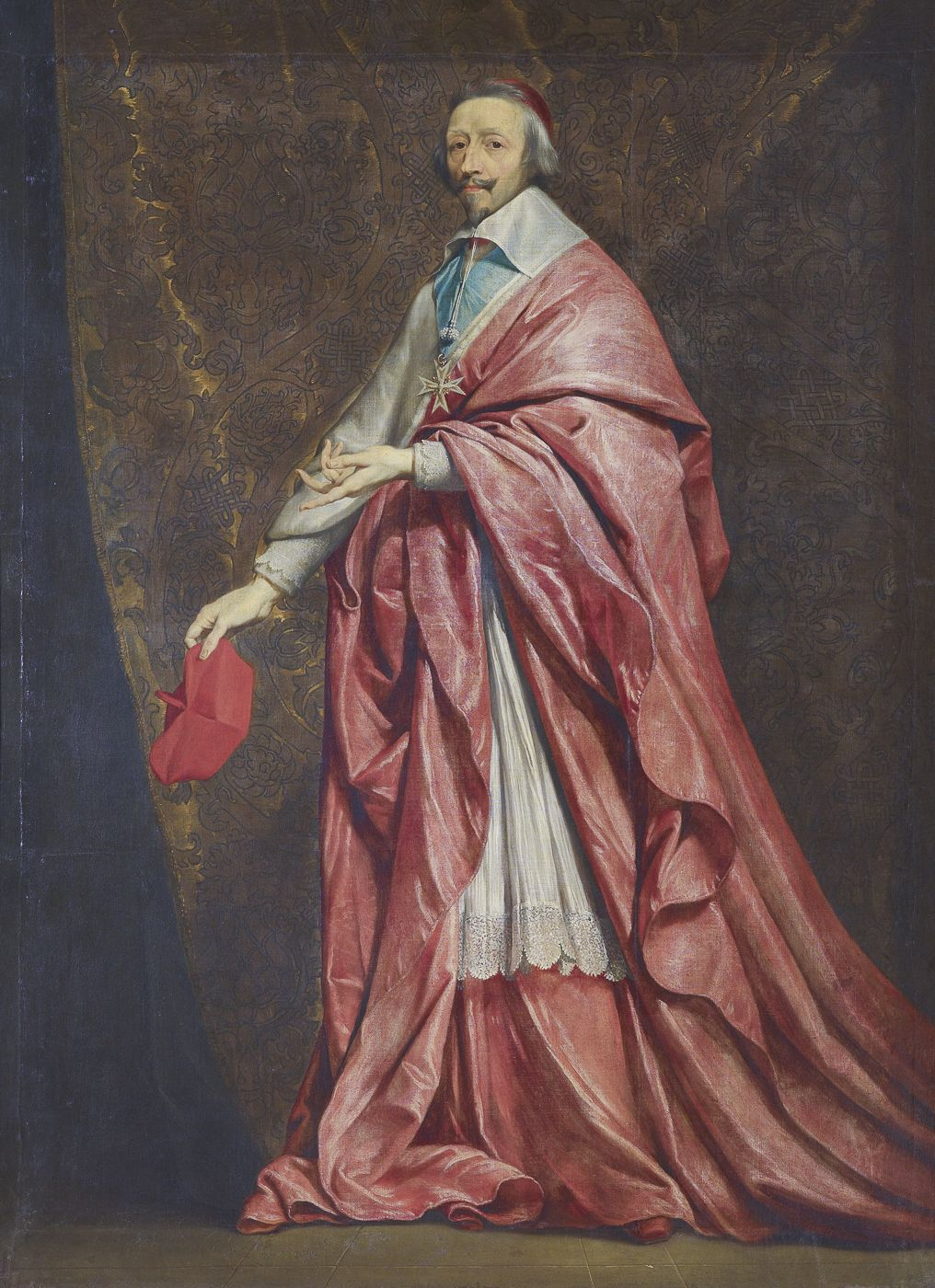
Portrait du cardinal de Richelieu par Champaigne (musée du Louvre).
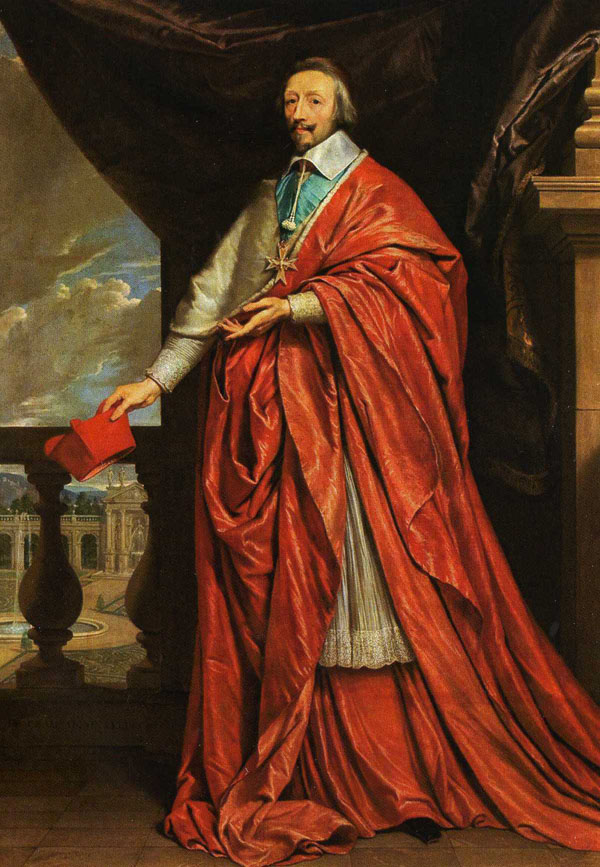
Portrait du cardinal de Richelieu par Champaigne (chancellerie des universités de Paris).
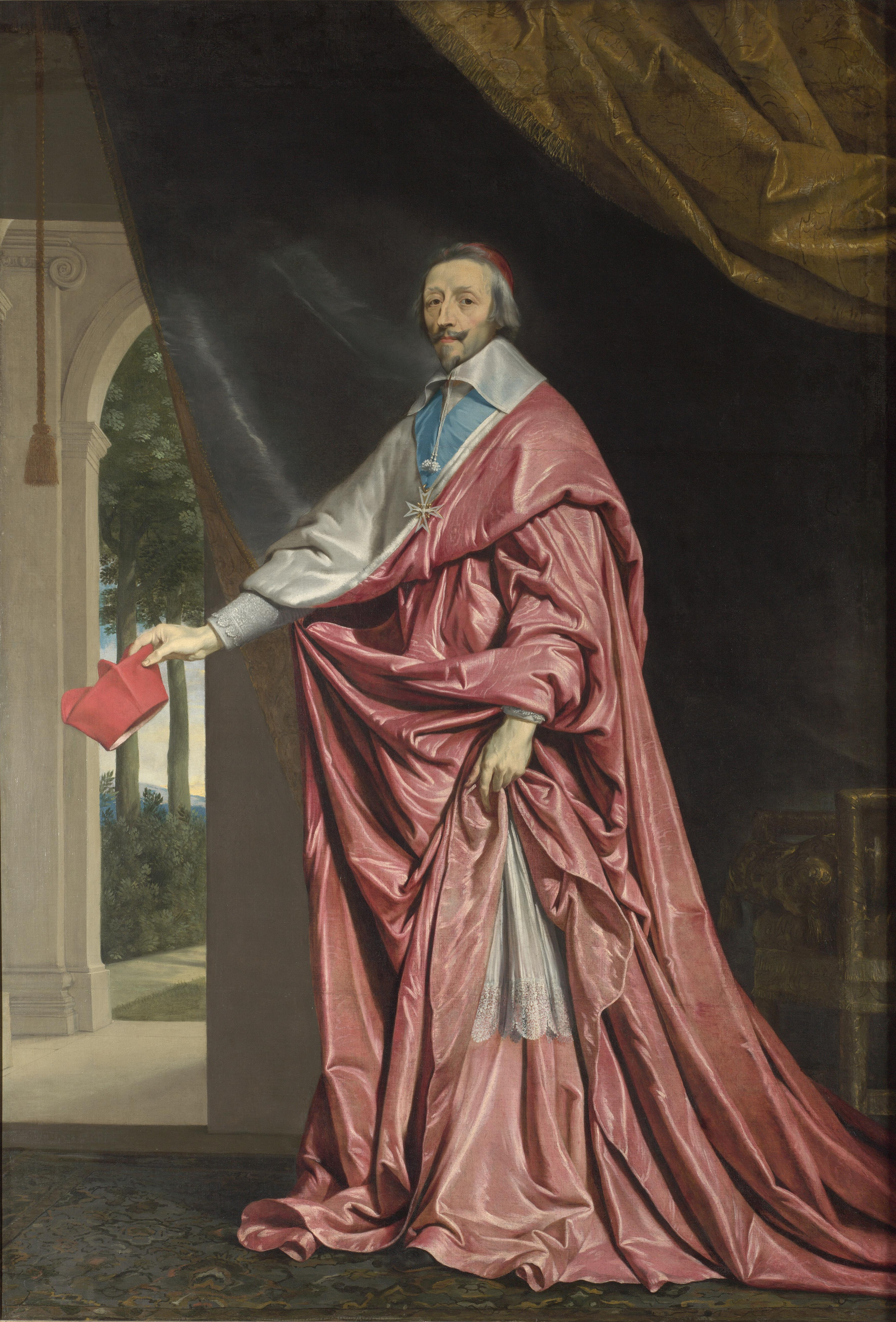
Portrait du cardinal de Richelieu par Champaigne (National Gallery).
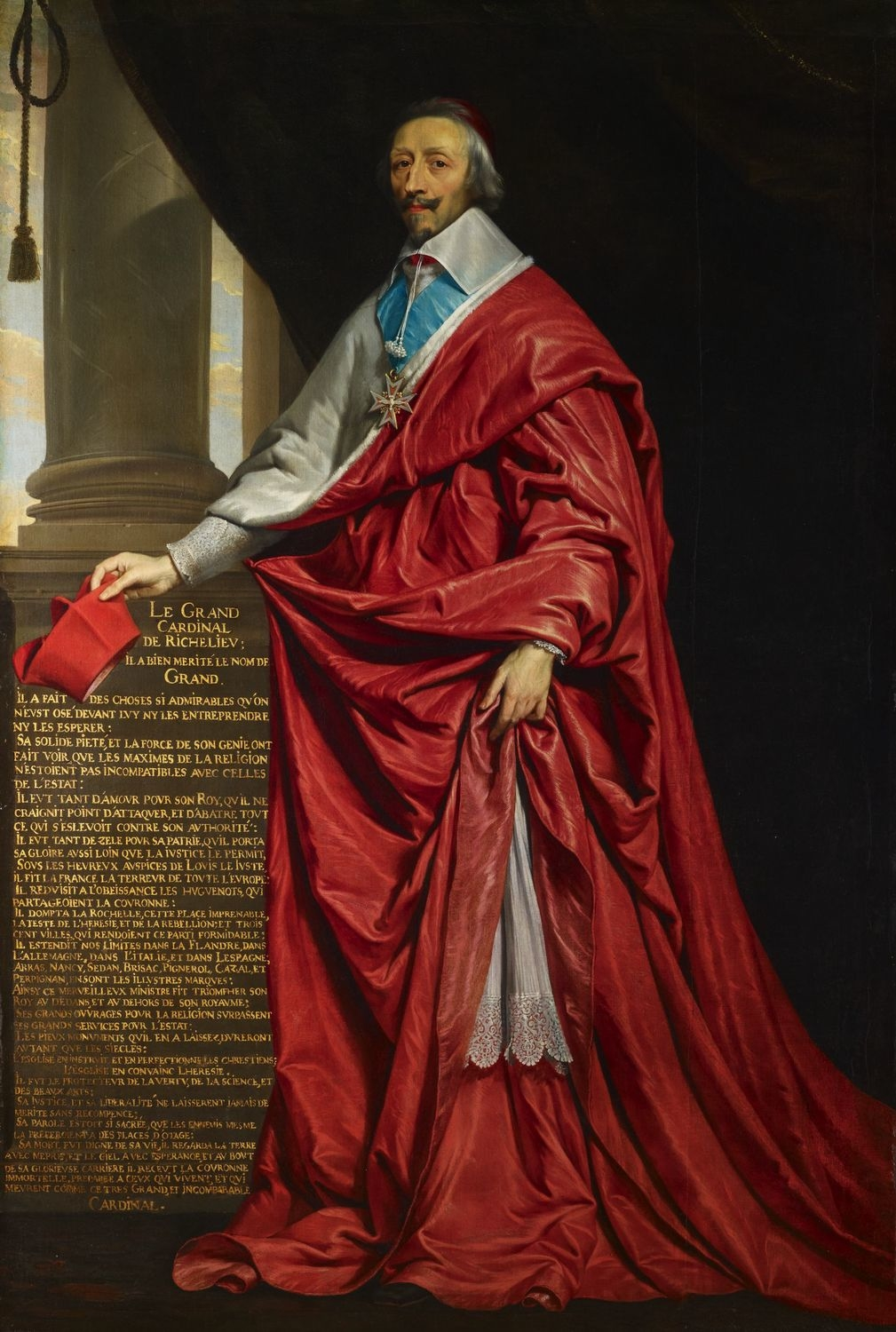
Portrait du cardinal de Richelieu par Champaigne (Royal Collection).
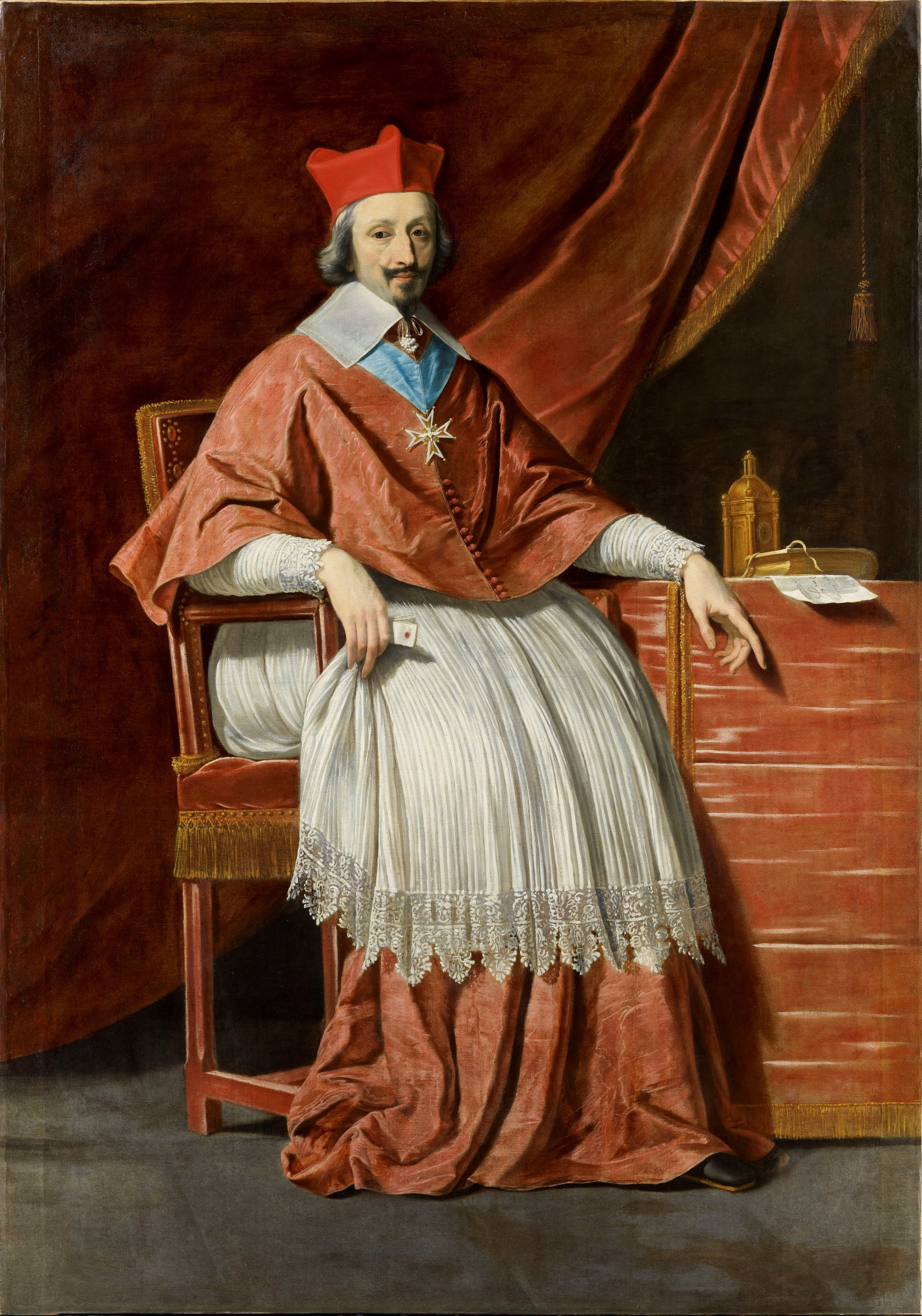
Portrait du cardinal de Richelieu assis par Champaigne (musée Condé).
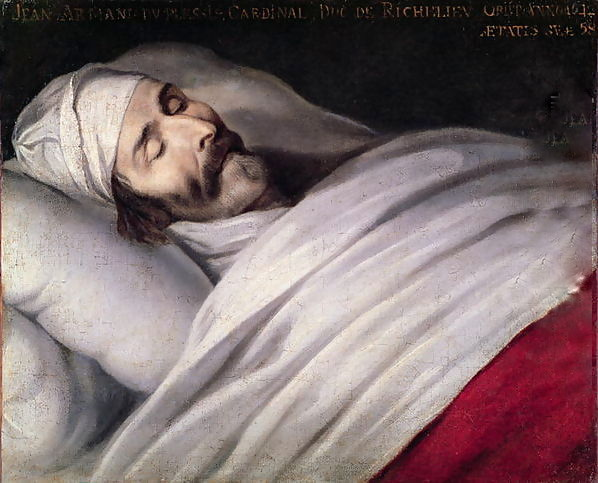
Richelieu sur son lit de mort par Champaigne (Institut de France).

Le Bernin, le sculpteur le plus célèbre de l'époque, réalise un buste du cardinal aujourd'hui conservé au musée du Louvre, dans la galerie de sculpture italienne.
- Buste du cardinal de Richelieu

François Girardon réalise une statue du cardinal de Richelieu (1585-1642) qui se dresse dans la chapelle de la Sorbonne, sur son tombeau.
Abraham Dupré grave une médaille du cardinal.

Au XIXe siècle, plusieurs tableaux d'histoire représentent le cardinal de Richelieu.

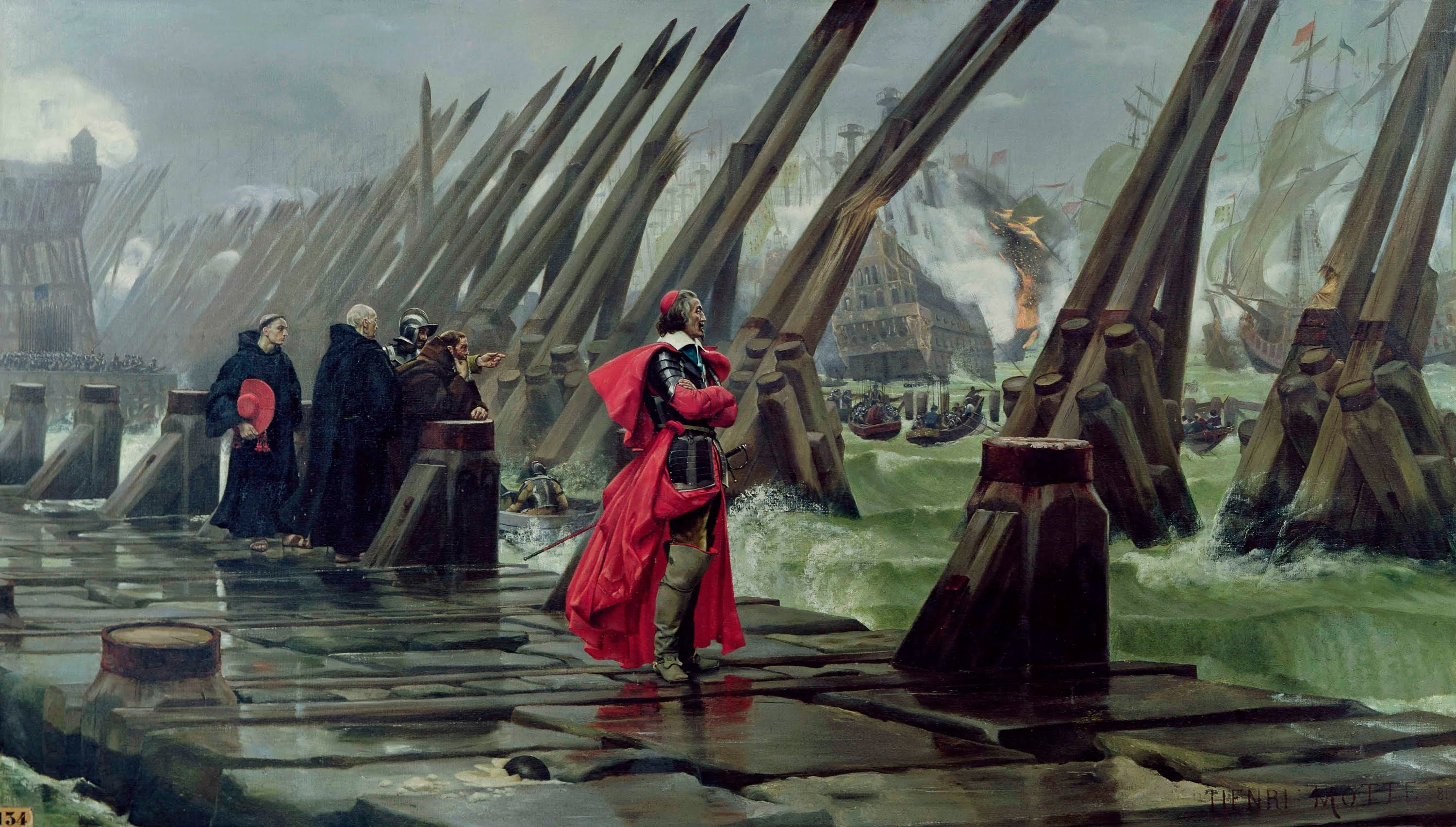
Richelieu sur la digue de La Rochelle, par Henri-Paul Motte, musée d'Orbigny Bernon, 1881.
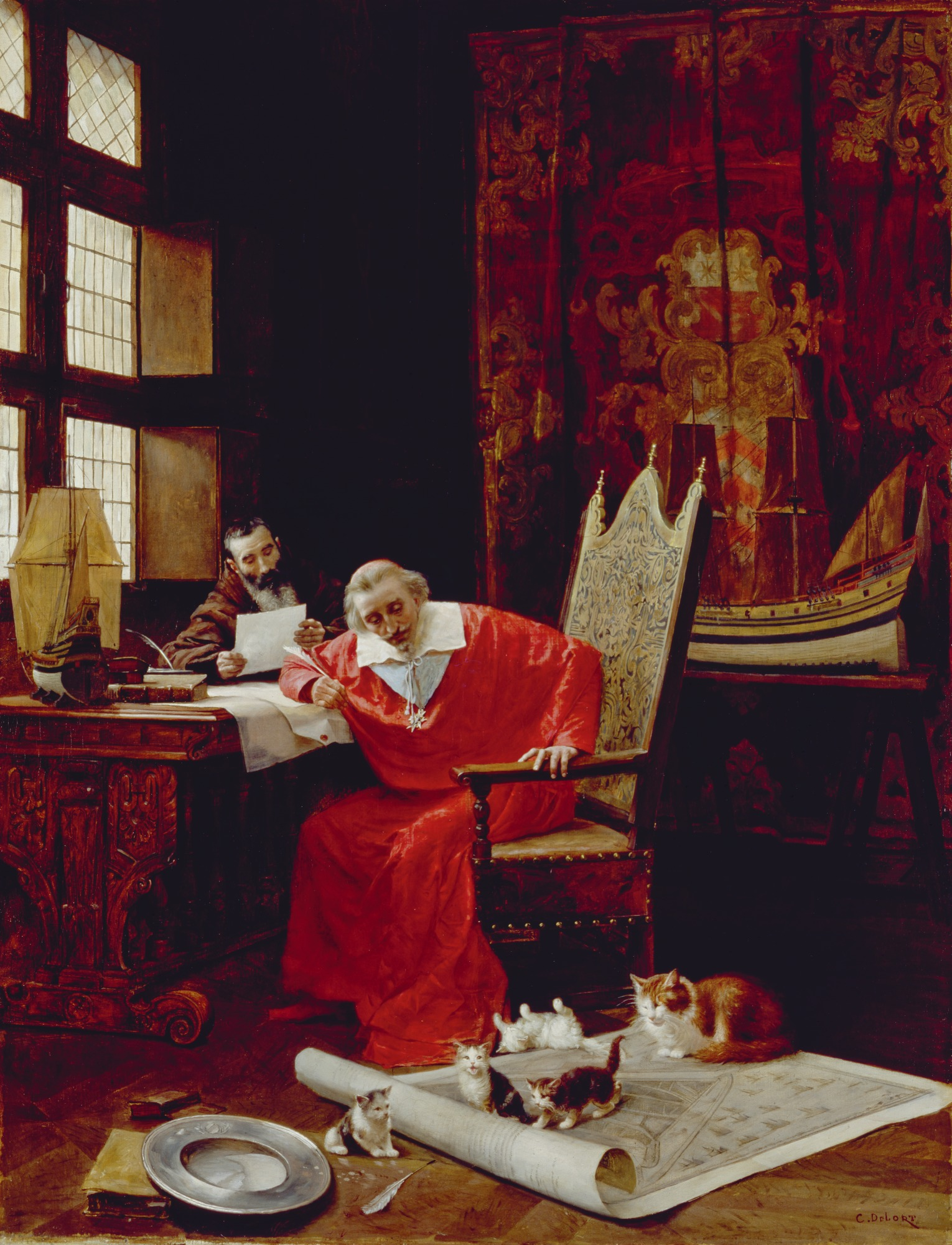
Le père Joseph, le cardinal de Richelieu et ses chats, par Charles Édouard Delort, avant 1885, Detroit Institute of Arts.
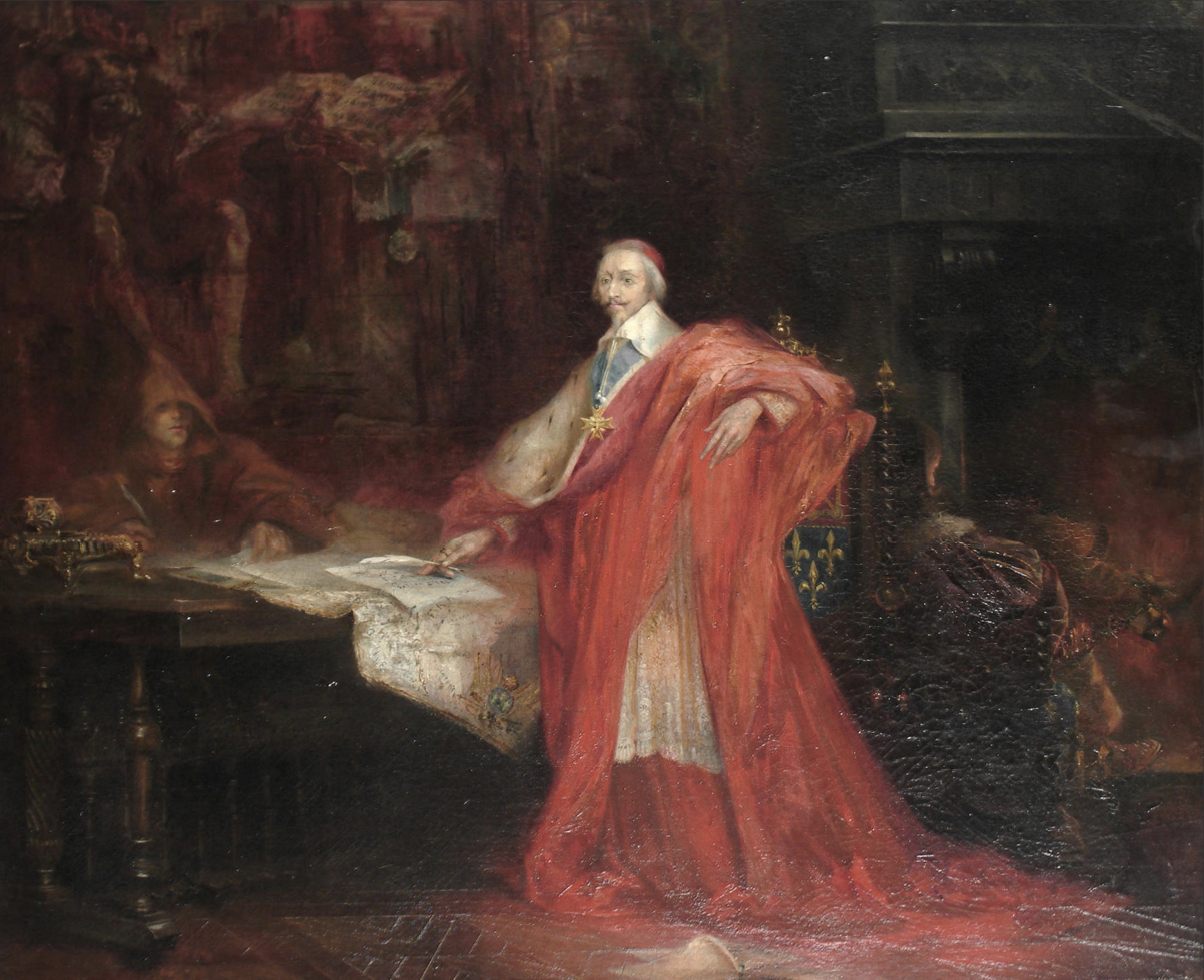
Le cardinal de Richelieu et le père Joseph, par Marcius-Simons Pinckney, vers 1909, collection privée.

## Littérature
Certains voient en lui l'un des plus importants ministres qui aient gouverné la France : ses visions politiques sont fécondes et sont mises à exécution avec une persévérance, une fermeté inébranlables. La tradition populaire — influencée par le portrait qu'en a tracé Alexandre Dumas — retient l'image d'un personnage froid et machiavélique, presque maléfique, qui mérite — au regard de l'histoire réelle — d'être sérieusement nuancé. On lui reproche de s'être montré implacable et d'avoir quelquefois exercé des vengeances personnelles sous le prétexte des intérêts de l'État. La couleur rouge de sa cape ou la couleur pourpre de sa soutane cardinalice s'accordent — disent ses adversaires — à son caractère sanguinaire. Comme en témoigne le vers par lequel se termine Marion de Lorme : « Regardez tous ! Voilà l’homme rouge qui passe ».
- Corneille a des sentiments mitigés au sujet de Richelieu qui avait encouragé les critiques de l'époque au sujet de la « querelle du Cid », aussi compose-t-il ces vers à la mort du cardinal-ministre en 1643[2] :

Qu’on parle mal ou bien du fameux Cardinal
Ma prose ni mes vers n’en diront jamais rien ;
Il m’a trop fait de bien pour en dire du mal ;
Il m’a trop fait de mal pour en dire du bien.
- Isaac de Benserade note dans Le Livre des épitaphes la parodie du quatrain de Corneille composée par un libelliste anonyme[3] :

Ci-gît un fameux Cardinal
Qui fit plus de mal que de bien ;
Le bien qu'il fit, il le fit mal ;
Le mal qu'il fit, il le fit bien.
- La Fontaine, dans son Voyage dans le Limousin, écrira « Le cardinal de Richelieu… Cardinal qui tiendra plus de place dans l'Histoire que trente papes[4]. »
- Voltaire, qui conteste la paternité de son Testament politique, l'admire mais lui reproche son trop grand pouvoir[5], comme Montesquieu dans ses Pensées[6].
- Alexandre Dumas en fait un des personnages principaux des Trois mousquetaires : il le dépeint comme l'homme d'État par excellence, machiavélique et empli de sa mission gouvernementale, le qualifiant de « grand » cardinal par opposition au « petit » qui lui succède, Mazarin (D'Artagnan devient lieutenant des mousquetaires grâce à Richelieu). Alexandre Dumas en fait également le personnage principal d'un autre roman : Le Sphinx rouge ou Le comte de Moret.
- Michel Zévaco, dans L'Héroïne, en fait la cible d'une vengeance féminine après l'assassinat de la mère de l'héroïne, Annaïs de Lespars. Richelieu est enterré dans la chapelle de la Sorbonne.
- Alfred de Vigny, dans son Cinq-Mars paru en 1826, est l'un des premiers auteurs à poser « l'Homme rouge ». Le cardinal y est l'ennemi du jeune marquis d'Effiat, qui va tout tenter pour l'éliminer et affranchir l'infortuné Louis XIII de l'influence de son tout-puissant ministre. Richelieu est dépeint par Vigny comme un être omnipotent, quasi omniscient, machiavélique, égocentrique et valétudinaire.
- Victor Hugo sera influencé par cette perception du cardinal-duc, dans sa pièce Marion de Lorme[7] : « Meure le Richelieu, qui déchire et qui flatte ! L’homme à la main sanglante, à la robe écarlate ! »[8].
- Certains romantiques reprennent des pamphlets de l'époque du Cardinal pour en faire un débauché, un incestueux amant de ses nièces, un sceptique voire un incroyant[9].
- Balzac y fait également référence à la fin de son roman Illusions perdues.
- Robert Merle, dans les tomes 10 à 13 de Fortune de France, dépeint un personnage formidablement subtil et calculateur mais essentiellement obsédé par le service du roi ; l'auteur présente les manœuvres du cardinal comme toujours inspirées par le bien public.
- Dans Le Rouge et le noir de Stendhal, le cardinal inspire Julien Sorel : « On avait déposé dans sa chambre un magnifique buste en marbre du cardinal Richelieu, qui malgré lui attirait ses regards. Ce buste avait l'air de le regarder d'une façon sévère, et comme lui reprochant le manque de cette audace qui doit être naturelle au caractère français. De ton temps, grand homme, aurais-je hésité ? ».
- Le cardinal apparaît également dans le roman d'Umberto Eco, l'Ile du Jour d'Avant. La course à la suprématie maritime entre les puissances européennes de son temps donne l'occasion au cardinal, par l'intermédiaire de son collaborateur et futur successeur Mazarin, de confier une mission d'espionnage au héros de ce récit, Roberto de la Grive, à propos du « secret des longitudes ».
- La série de romans de fantasy historique Les Lames du cardinal de Pierre Pével dépeint Richelieu comme un homme d'Etat froid et cynique, amateur de dragonnets plutôt que de chats.
- Dans Les Simples de Yannick Grannec, le cardinal inspire le personnage fictif de l'évêque de Vence, Jean de Soline, notamment lors de la scène de pose pour le portrait triple de l'évêque, de ses ambitions à avoir du pouvoir, de sa relation avec sa maitresse et des chats.

## Cinéma, télévision et théâtre
Si Richelieu a connu de nombreuses incarnations au cinéma, à la télévision et au théâtre là encore, le personnage est le plus souvent, à quelques exceptions près, traité d'après l'œuvre originale d'Alexandre Dumas.

### Filmographie
- 1839 : Virginie Déjazet dans la pièce de théâtre Les Premières Armes de Richelieu ;

- 1909 : James Kirkwood dans The Cardinal’s Conspiracy de David Wark Griffith et Frank Powell :
- 1911 : Auguste Volny dans La Rivale de Richelieu de Gérard Bourgeois ;
- 1912 : Philippe Garnier dans Les Trois Mousquetaires ;

- 1914 : James Cruze dans Cardinal Richelieu's Ward ;

- 1915 : Jackson Wilcox dans Under the Red Robe de Wilfred Noy ;
- 1916 : Walt Whitman dans The Three Musketeers[réf. nécessaire] ;

- 1920 : Hans Lackner dans Ninon de Lenclos d’Eugen Burg ;
- 1921 : 
  - Édouard de Max dans Les Trois Mousquetaires ;
  - Nigel De Brulier dans Les Trois Mousquetaires ;

- 1922 : 
  - Bull Montana dans L'Étroit Mousquetaire ;
  - Ludwig Hartau dans Der Mann mit der eisernen Maske de Max Glass ;

- 1923 : Robert B. Mantell dans Under the red rob ;

- 1926 : Edward Connelly dans Bardelys le magnifique ;
- 1929 : Nigel De Brulier dans Le Masque de Fer ;

- 1932 : Samson Fainsilber dans Les trois mousquetaires ;

- 1935 : 
  - George Arliss dans Cardinal Richelieu ;
  - Nigel De Brulier dans Les Trois Mousquetaires ;

- 1937 : Raymond Massey dans Sous la robe rouge ;

- 1939 : 
  - Miles Mander dans Les Trois Mousquetaires ;
  - Nigel De Brulier dans L'Homme au masque de fer de James Whale ;

- 1942 : 
  - Ángel Garasa dans Les Trois Mousquetaires ;
  - Tore Lindwall dans En Äventyrare de Gunnar Olsson ;

- 1945 : Miguel Moya dans Los tres mosqueteros ;

- 1947 : Aimé Clariond dans Monsieur Vincent ;

- 1948 : Vincent Price dans Les Trois Mousquetaires ;

- 1950 : 
  - Edgar Barrier dans Cyrano de Bergerac ;
  - Paul Cavanagh dans Les Trois Mousquetaires ;

- 1951 : Pascal Mazzotti dans la pièce de théâtre Les Trois Mousquetaires ;

- 1953 : 
  - Renaud Mary dans Les Trois Mousquetaires ;
  - Maurice Cimber dans la pièce de théâtre Les trois mousquetaires ;

- 1954 : Maurice Tillier dans Si Versailles m'était conté… ;

- 1955 : Jacques Dumesnil dans Si Paris nous était conté de Sacha Guitry ;
- 1957 : Pompín Iglesias dans Les trois mousquetaires et demi ;

- 1959 : 
  - Pierre Asso dans Les Trois Mousquetaires ;
  - Henri Galiardin dans la pièce de théatre  Les Trois Mousquetaires ;

- 1961 : 
  - Jacques Dumesnil dans Si Paris nous était conté ;
  - Daniel Sorano dans Les Trois Mousquetaires ;

- 1962 : 
  - Massimo Serato dans Le Secret de d'Artagnan ;
  - Pierre Asso dans l'épisode La Conjuration de Cinq-Mars de La caméra explore le temps ;

- 1964 : Rafael Rivelles dans Cyrano et d'Artagnan ;

- 1967 : Georges Riquier dans la série Le Tribunal de l'impossible, épisode Le Fabuleux Grimoire de Nicolas Flamel de Guy Lessertisseur ;
- 1969 : 
  - Michael Palin dans Monty Python's Flying Circus ;
  - Leo Ciceri dans The Three Musketeers ;
  - Raymond Jourdan dans D'Artagnan ;

- 1971 : 
  - Christopher Logue dans Les Diables ;
  - Jacques Gripel dans la pièce de théâtre Les Trois Mousquetaires ;
  - Rafael Britten dans Les exploits amoureux des trois mousquetaires ;

- 1972 : Etienne de Swarte dans Qui êtes-vous, Monsieur Renaudot ? de Claude Deflandre ;
- 1973 : 
  - Charlton Heston dans Les Trois Mousquetaires ;
  - Ivano Staccioli dans Li chiamavano i tre moschettieri... invece erano quattro ;
- 1974 : 
  - Philippe Clay dans D'Artagnan L'Intrépide ;
  - Bernard Haller dans Les Quatre Charlots mousquetaires et À nous quatre, Cardinal ! ;
  - Charlton Heston dans On l'appelait Milady ;
  - Jacques Maury dans La Cité crucifiée de Jean-Paul Roux ;

- 1976 : Jean-Marie Galey dans Les Mystères de Loudun ;

- 1977 : 
  - Henri Virlogeux, dans D'Artagnan amoureux, d'après le roman de Roger Nimier ;
  - Martin van Zundert dans Rubens, peintre et diplomate de Roland Verhavert ;
  - Pierre Vernier (adulte) et Claude Brochart (enfant) dans Richelieu, le Cardinal de Velours ;
  - Michel Favory dans Les Grandes Batailles du passé - Le Siège de la Rochelle 1627 ;

- 1978 :
  - Jean Danet dans la pièce de théatre L’escrime ne paie pas ;
  - Alexandre Trofimov dans D'Artagnan et les Trois Mousquetaires téléfilm ;
  - Pierre Vernier dans Mazarin, Le Roi est mort vive le cardinal ;

- 1981 : 
  - Georges Marchal dans Cinq-Mars de Jean-Claude Brialy ;
  - Yevgeny Vesnik dans Dog in Boots film d'animation ;
  - Roger Carel dans la série animé Les Trois Mousquetaires ;

- 1982 : Jean-Claude Perrin dans la pièce de théâtre Les Trois Mousquetaires) ;

- 1983 : 
  - Didier Sandre dans Richelieu ou la Journée des dupes ;
  - Antonio Ozores dans La loca historia de los tres mosqueteros ;

- 1986 :Noel Ferrier dans Les Trois Mousquetaires ;

- 1987 :Pierre Fromont dans Sous le signe des Mousquetaires ;

- 1991 : Hervé Van Der Meulen dans la pièce de théâtre Les Trois Mousquetaires ;

- 1993 : Tim Curry dans Les Trois Mousquetaires (1993) ;

- 1994 :Bernard Dhéran dans Albert le cinquième mousquetaire ;

- 1995 :Kevin Page dans Wishbone ;

- 1999 : 
  - Jean-Pierre Moulin dans la pièce de théâtre Les Trois Mousquetaires ;
  - Pierre Bianco dans la pièce de théâtre Les Trois Mousquetaires ;

- 2000 : Michael Praed dans The Secret Adventures of Jules Verne série télévisé ;

- 2001 : Stephen Rea dans D'Artagnan ;

- 2002 : Michael Shallard dans L'Église et la Couronne, épisode radiophonique de la Série Doctor Who ;

- 2004 : Martin Lamotte dans Milady ;

- 2005 : 
  - Tchéky Karyo dans D'Artagnan et les Trois Mousquetaires ;
  - Niels Olsen dans Les Trois Mousquetaires ;

- 2006 : Par des interprètes multiples dans le spectacle Mousquetaire de Richelieu au Grand Parc du Puy du Fou depuis 2006 ;

- 2008 :
  - Paul Delize dans la pièce de théâtre La Jeunesse des trois mousquetaires ;
  - Fabien Cicoletta dans un ballet en deux actes ;

- 2009 :
  - Alain Carré dans le livre audio Les Trois Mousquetaires ;
  - Rufus de son vrai nom Jacques Narcy dans La Reine et le Cardinal ;

- 2011 : Christoph Waltz dans Les Trois Mousquetaires ;
- 2013 :
  - Vassili Lanovoï dans The Three Musketeers ;
  - Sébastien Gill dans Secrets d'Histoire - Le cardinal de Richelieu : le ciel peut attendre ;

- 2014 :  
  - Peter Capaldi dans The Musketeers ;
  - Victoria Trauttmansdorff dans la pièce de théâtre Les Trois Mousquetaires ;
  - Jacques Perrin dans Richelieu, la Pourpre et le Sang (téléfilm) ;

- 2016 : Christophe Héraut dans la comédie musicale Les Trois Mousquetaires ;
- 2018 :
  - Bruno Argence dans la pièce de théâtre Les Trois Mousquetaires ;
  - Acteur non crédité dans Un âge de fer - La guerre de Trente Ans ;

- 2019 : Nicolas Beaucaire dans La Guerre des trônes, la véritable histoire de l'Europe, épisode Richelieu, un cardinal à abattre.
- 2023 : Éric Ruf dans Les Trois Mousquetaires : D'Artagnan et Les Trois Mousquetaires : Milady.

### Documentaires et reportages
À la différence des œuvres de fiction, plusieurs documentaires ont su restituer les apparences de la réalité historique du cardinal de Richelieu.
- Dans son émission, l'historien Alain Decaux relate l'action du cardinal dans l'Affaire des Possédées de Loudun. L'époque nommé Les Possédées de Loudun sur la deuxième chaîne de l'ORTF, le 4 juin 1973[10].
- L'émission Secrets d'Histoire intitulée Le cardinal de Richelieu : le ciel peut attendre, réalisée par David Jankowski, lui est consacrée. Le documentaire s’intéresse en particulier à son héritage politique et culturel pour l’histoire de France, et reconstitue en images de synthèse le château qu'il fit construire dans la ville de Richelieu[11],[12].
- L'émission La Guerre des trônes, la véritable histoire de l'Europe, présentée par Bruno Solo, aborde dans l'épisode Richelieu, un cardinal à abattre, la montée en pouvoir du Cardinal avec les tentatives de complot à son encontre dont notamment la journée des Dupes.
- L'émission Visites privées, réalisée par Sébastien Devaud et présentée par Stéphane Bern avec la chroniqueuse Louisa Ould, s'intéresse à ses réalisations architecturales ainsi que sa fortune personnelle dans l'épisode Les trésors de l'Eglise : Le cardinal Richelieu, un personnage très atypique ! diffusé en 2016.
- Les Grandes Batailles du passé, série télévisé historique de Henri de Turenne et Daniel Costelle, présente le rôle joué par le cardinal de Richelieu pendant le Siège de la Rochelle dans l'épisode Le siège de la Rochelle 1627, diffusé pour la première fois en 1977.
- Toute l'Histoire, série de reportage historique réalisé par Gilbert Di Nino, dans l'épisode Louis XIII de 2011, montre le rôle politique du cardinal de Richelieu comme principal ministre du royaume de France.
- L'Ombre d'un doute, magazine présenté par Franck Ferrand, dans l'épisode Les possédées de Loudun : une manipulation de Richelieu ? diffusé en 2012, parle du potentiel rôle qu'aurait eu le ministre de Louis XIII en 1632 dans l'Affaire des démons de Loudun, contre le prêtre catholique Urbain Grandier, de la ville de Loudun, en France.
- Au cœur de l'histoire émission de radio sur l'Histoire, produite par Europe 1, dans l'épisode Le cardinal de Richelieu, dresse les dernières années au pouvoir du Cardinal, en compagnie de l'historien Michel Carmona.
- La série documentaire britannique Ceux qui savaient trop, réalisée par Bruce Burgess, dans l'épisode 4 de 2015, considère les méthodes utilisées par le principal ministre du roi Louis XIII comme celles d'un fin stratège et un maître inégalé des jeux d'influence de son temps.
- 2000 ans d’histoire émission radiophonique, dans l'épisode Le Cardinal de Richelieu (1585 1642), revient sur toute la vie intime et publique de celui que l'on considère comme l'un des fondateurs de l'État moderne en France.
- La série documentaire fiction Un âge de fer - La guerre de Trente Ans, réalisée en 2018 par Philippe Bérenger et Henrike Sandner, plonge à travers trois décennies de lutte européenne et montre au fil des épisodes, entre autres, la politique de la France avec ses voisins sous la conduite du cardinal de Richelieu conseillé par le Père Joseph, de son vrai nom François Leclerc du Tremblay, surnommé l'Eminence grise.
- L'émission Le vif de l'Histoire, présentée par Jean Lebrun en 2011, raconte dans l'épisode Richelieu bâtisseur, la manière dont il entreprit la construction du Palais Cardinal (actuel Palais-Royal), la rénovation de la Sorbonne et, dans son fief, aux confins de la Touraine, de l'Anjou et du Poitou, d'un vaste château ainsi qu’une ville nouvelle, Richelieu (Indre-et-Loire).

## Numismatique et philatélie
- Le billet de 10 nouveaux francs Richelieu (1959-1963) et 1 000 francs richelieu (1953-1957).
- En 1935, pour célébrer le tricentenaire de l'Académie française, La Poste émet un timbre d'1 franc 50 centimes à l'effigie d'Armand-Jean du Plessis, cardinal de Richelieu[13].

## La médaille Richelieu
En mémoire de celui qui avait tant fait pour l'établissement, l’université Paris-I Panthéon-Sorbonne a créé la médaille Richelieu, une décoration décernée depuis 2010 à des personnalités « qui par leur position, leurs déclarations et/ou leurs actes, contribuent activement au respect et à la défense des valeurs de l'Université, tout en favorisant la diffusion d'un savoir universitaire d'excellence ».

## Marine
En 1935, la Marine nationale française construit le Richelieu, un cuirassé qu'elle baptise en l'honneur du cardinal pour le rôle fondateur de ce ministre dans la création d'une première puissance navale française au début du XVIIe siècle. Ce sera le premier cuirassé de la classe Richelieu à être lancé en 1939 et restera actif jusqu'à son désarmement en 1967 avant d'être démoli à La Spezia en 1968.

## Rose
Une rose gallique de couleur pourpre lui est dédiée en 1840 sous le nom de Cardinal de Richelieu.